# Gregory La Cava
Gregory La Cava est un réalisateur, producteur, scénariste et animateur américain, né le 10 mars 1892 à Towanda, Pennsylvanie (États-Unis), et mort le 1er mars 1952 à Malibu, (Californie).

## Biographie
Gregory La Cava commence sa carrière comme dessinateur et animateur de cartoons. Dans les années 1910 et 1920, il tourne des courts-métrages, dont certains avec son ami W. C. Fields. Entre 1915 et 1921 il dirige le studio d'animation International Film Service créé par le magnat des médias William Randolph Hearst pour produire des courts métrages d'animation destinés à être projetés en complément des actualités cinématographiques (Hearst Newsreel) que celui-ci produisait, qui connaissaient un grand succès auprès d'un public conquis par cette nouvelle manière de s'informer à une époque où la télévision n'existait, exploitant ainsi la popularité des bandes dessinées (comic strips) publiées ses journaux, dans le but d’accroître encore leur diffusion. 
Sous contrat avec la RKO Pictures, il rencontre le succès, en qualité de réalisateur et de scénariste, dans les années 1930 avec des classiques comme The Half Naked Truth, Mon homme Godfrey,The Age of Consent ou Pension d'artistes. En 1932, sa secrétaire Dorothy Wilson, embauchée depuis deux ans par la RKO est sélectionnée, après de talentueux essais, pour tenir un des deux premiers rôles féminins de The Age of Consent. Devenant une des Baby Star de la WAMPAS de la promotion 1932, Gregory La Cava la fait jouer dans bon nombre de ses films. Mais, son alcoolisme et le mécontentement des producteurs envers ses méthodes de travail (tournage sans le moindre script) entraînent le déclin de sa carrière.

## Filmographie

### Comme réalisateur
- 1916 : Der Captain's Magic Act
- 1916 : Poor Si Keeler
- 1916 : Krazy and Ignatz Discuss the Letter 'G'
- 1916 : A Quiet Day in the Country
- 1916 : Maud the Educated Mule
- 1916 : Round and Round Again
- 1916 : He Tries the Movies Again
- 1916 : Father Gets Into the Movies
- 1916 : Captain Goes a-Swimming
- 1916 : Just Like a Woman
- 1917 : A Tale of a Kangaroo
- 1917 : The Spider and the Fly
- 1917 : Der Great Bear Hunt
- 1917 : Ananias Has Nothing on Hooligan
- 1917 : The Captain Is Examined for Insurance
- 1917 : Happy Hooligan, Double-Cross Nurse
- 1917 : Robbers and Thieves
- 1917 : Sharks Is Sharks
- 1917 : The New Recruit
- 1917 : A Hot Time in the Gym
- 1917 : The Great Hansom Cab Mystery
- 1917 : Der Captain Goes-a-Flivvering
- 1917 : Three Strikes You're Out
- 1917 : The Great Offensive
- 1917 : Music Hath Charms
- 1917 : Around the World in Half an Hour
- 1917 : 20,000 Legs Under the Sea
- 1917 : The Limburger Blows
- 1917 : Iska Worreh
- 1917 : White Hope
- 1917 : He Tries His Hand at Hypnotism
- 1917 : Der Captain Discovers the North Pole
- 1917 : Der Captain's Valet
- 1917 : Happy Gets the Razoo
- 1917 : In the Zoo
- 1917 : The Tanks
- 1917 : Abie Kabibble Outwitted His Rival
- 1917 : Happy Hooligan in Soft
- 1917 : Der End of Der Limit
- 1917 : The Tales of a Fish
- 1917 : By the Sand Sea Waves
- 1917 : At the Picnic
- 1917 : At the Circus
- 1917 : The Tale of a Monkey
- 1917 : Tempest in a Paint Pot
- 1917 : Mysterious Yarn
- 1917 : Der Last Straw
- 1917 : Bullets and Bulls
- 1917 : Fast and Furious
- 1917 : Peace and Quiet
- 1918 : A Tough Pull
- 1918 : Der Captain's Birthday
- 1918 : Hearts and Horses
- 1918 : Rub-a-Dud-Dud
- 1918 : Rheumatics
- 1918 : Policy and Pie
- 1918 : All for the Ladies
- 1918 : Burglars
- 1918 : Too Many Cooks
- 1918 : Spirits
- 1918 : Vanity and Vengeance
- 1918 : Doing His Bit
- 1918 : Der Two Twins
- 1918 : His Last Will
- 1918 : Up in the Air
- 1918 : Der Black Mitt
- 1918 : Fisherman's Luck
- 1918 : Swat the Fly
- 1918 : Throwing the Bull
- 1918 : The Best Man Loses
- 1918 : Crabs Iss Crabs
- 1918 : A Picnic for Two
- 1918 : A Heathen Benefit
- 1918 : Mopping Up a Million
- 1918 : Pep
- 1918 : His Dark Past
- 1918 : Tramp! Tramp! Tramp!
- 1918 : Judge Rummy's Off Day
- 1918 : War Gardens
- 1918 : A Bold Bad Man
- 1918 : The Latest in Underwear
- 1918 : Hash and Hypnotism
- 1918 : Where Are the Papers
- 1918 : Twinkle Twinkle
- 1919 : Der Wash On Der Line
- 1919 : Knocking the 'H' Out of Heinie
- 1919 : Snappy Cheese
- 1919 : Smash-Up in China
- 1919 : That Reminds Me
- 1919 : The Tale of a Shirt
- 1919 : The Sawdust Trail
- 1919 : A Wee Bit o' Scotch
- 1919 : The Breath of a Nation
- 1919 : Transatlantic Flight
- 1919 : The Great Handicap
- 1919 : Good Night, Nurse
- 1919 : Jungle Jumble
- 1919 : After the Ball
- 1919 : Judge Rummy's Miscue
- 1919 : Rubbing It In
- 1919 : Business Is Business
- 1919 : A Sweet Pickle
- 1919 : Sufficiency
- 1920 : Knock on the Window, the Door Is a Jamb
- 1920 : The Great Umbrella Mystery
- 1920 : Spring Fever
- 1920 : Swinging His Vacation
- 1920 : The Mysterious Vamp
- 1920 : Turn to Right Leg
- 1920 : Kats Is Kats
- 1920 : Smokey Smokes (and) Lampoons
- 1920 : One Good Turn Deserves Another
- 1920 : All for the Love of a Girl
- 1920 : The Dummy
- 1920 : His Country Cousin
- 1920 : Cupid's Advice
- 1920 : A Doity Deed
- 1920 : A Romance of '76
- 1920 : Judge Rummy in Bear Facts
- 1920 : In Oil
- 1921 : Fatherly Love
- 1921 : His Nibs
- 1922 : Faint Hearts
- 1922 : A Social Error
- 1923 : The Life of Reilly
- 1923 : Beware of the Dog
- 1923 : The Four Orphans
- 1923 : The Busybody
- 1923 : The Pill Pounder
- 1923 : So This Is Hamlet?
- 1923 : Helpful Hogan
- 1923 : Wild and Wicked
- 1923 : The Fiddling Fool
- 1924 : Restless Wives
- 1924 : The New School Teacher
- 1925 : L'Illusion perdue (Womanhandled)
- 1926 : Let's Get Married
- 1926 : Say It Again
- 1926 : Aïe, mes aïeux ! (So's Your Old Man)
- 1927 : Paradise for Two
- 1927 : Dans la peau du lion (Running Wild)
- 1927 : Tell It to Sweeney
- 1927 : Caballero (The Gay Defender)
- 1928 : Mariage à l'essai (Half a Bride)
- 1928 : Feel My Pulse
- 1929 : Saturday's Children
- 1929 : Big News
- 1929 : His First Command
- 1931 : Laugh and Get Rich
- 1931 : Mon mari et sa fiancée (Smart Woman)
- 1932 : L'Âme du ghetto (Symphony of Six Million)
- 1932 : The Age of Consent
- 1932 : The Half Naked Truth
- 1933 : Gabriel au-dessus de la Maison-Blanche (Gabriel over the White House)
- 1933 : La Revanche du cœur (Bed of Roses)
- 1933 : Gallant Lady
- 1934 : Les Amours de Cellini (The Affairs of Cellini)
- 1934 : What Every Woman Knows
- 1935 : Mondes privés (Private Worlds)
- 1935 : Mon mari le patron (She Married Her Boss)
- 1936 : Mon homme Godfrey (My Man Godfrey)
- 1937 : Pension d'artistes (Stage Door)
- 1939 : Un ange en tournée (5th Avenue Girl)
- 1940 : Le Lys du ruisseau (Primrose Path)
- 1941 : Histoire inachevée (Unfinished business)
- 1942 : Mademoiselle Palmer et son psychiatre (Lady in a Jam)
- 1947 : Living in a Big Way
- 1948 : Un caprice de Vénus (One Touch of Venus) (non crédité)

### Comme producteur
- 1916 : Captain Goes a-Swimming
- 1917 : Der Great Bear Hunt
- 1917 : The Captain Is Examined for Insurance
- 1917 : Robbers and Thieves
- 1917 : Sharks Is Sharks
- 1917 : Der Captain Goes-a-Flivvering
- 1917 : 20,000 Legs Under the Sea
- 1917 : The Limburger Blows
- 1917 : Der Captain Discovers the North Pole
- 1917 : Der Captain's Valet
- 1917 : Der End of Der Limit
- 1917 : By the Sand Sea Waves
- 1917 : Tempest in a Paint Pot
- 1917 : Mysterious Yarn
- 1917 : Der Last Straw
- 1917 : Fast and Furious
- 1917 : Peace and Quiet
- 1918 : Der Captain's Birthday
- 1918 : Rub-a-Dud-Dud
- 1918 : Vanity and Vengeance
- 1918 : Der Two Twins
- 1918 : His Last Will
- 1918 : Der Black Mitt
- 1918 : Pep
- 1919 : Where Has My Little Coal Bin?
- 1919 : Pigs in Clover
- 1919 : How Could William Tell?
- 1919 : Sauce for the Goose de Walt Hoban
- 1919 : Sufficiency
- 1920 : Chinese Question
- 1920 : A Warm Reception
- 1920 : The Wrong Track
- 1920 : Tale of a Wag
- 1920 : A Very Busy Day
- 1927 : Paradise for Two
- 1927 : Dans la peau du lion (Running Wild)
- 1927 : Tell It to Sweeney
- 1928 : Feel My Pulse
- 1934 : What Every Woman Knows
- 1936 : Mon homme Godfrey (My Man Godfrey)
- 1939 : Un ange en tournée (5th Avenue Girl)
- 1940 : Le Lys du ruisseau (Primrose Path)
- 1941 : Histoire inachevée (Unfinished business)
- 1942 : Lady in a Jam

### Comme scénariste
- 1929 : His First Command
- 1931 : Laugh and Get Rich
- 1932 : The Half Naked Truth
- 1933 : Bed of Roses
- 1935 : Mondes privés (Private Worlds)
- 1935 : Mon mari le patron (She Married Her Boss)
- 1936 : Mon homme Godfrey (My Man Godfrey)
- 1939 : Un ange en tournée (5th Avenue Girl)
- 1940 : Le Lys du ruisseau (Primrose Path)
- 1947 : Living in a Big Way